# Кајуга (језеро)
Кајуга (енгл. Cayuga Lake) је језеро у Сједињеним Америчким Државама. Налази се на територији америчких савезних држава Њујорк. Површина језера износи 174 km².